# 22161 Santagata
22161 Santagata (2000 WR123) là một tiểu hành tinh vành đai chính được phát hiện ngày 29 tháng 11 năm 2000 bởi Nhóm nghiên cứu tiểu hành tinh gần Trái Đất phòng thí nghiệm Lincoln ở Socorro.